# شتادل
شتادل (بالألمانية: Stadel bei Niederglatt) هي بلدية سويسرية تتبع لمقاطعة ديلسدورف في كانتون زيورخ. تبلغ مساحتها 12.85 كيلومتر مربع، ويقدر عدد سكانها بـ 2280 نسمة (حسب تعداد ديسمبر 2017).

## أعلام
- هانس ألبرشت